# (2572) Annschnell
(2572) Annschnell (1950 DL; 1969 LE; 1977 SF; 1980 JN) ist ein ungefähr drei Kilometer großer Asteroid des inneren Hauptgürtels, der am 17. Februar 1950 vom deutschen (damals: Bundesrepublik Deutschland) Astronomen Karl Wilhelm Reinmuth an der Landessternwarte Heidelberg-Königstuhl auf dem Westgipfel des Königstuhls bei Heidelberg (IAU-Code 024) entdeckt wurde.

## Benennung
(2572) Annschnell wurde nach der österreichischen Astronomin Anneliese Schnell (1941–2015) benannt, die an der Universitätssternwarte Wien (IAU-Code 045) tätig war. Obwohl sie hauptsächlich Veränderliche Sterne untersuchte, beschäftigte sie sich mit Problemen in der Geschichte der Astronomie, insbesondere mit der Bedeutung der Namen und den Entdeckungsumständen der von Johann Palisa, nach dem der Asteroid (914) Palisana benannt wurde, entdeckten Asteroiden. Schnell war von 1974 bis 1980 die erste Frau im Vorstand der Astronomischen Gesellschaft – mehr als ein Jahrhundert nach deren Gründung.